# چرخه ترکیبی گوگرد

دیاگرام ساده شدهٔ چرخهٔ ترکیبی گوگرد.

چرخه ترکیبی گوگرد یا HyS یک فرایند دو مرحله ای در شکافت آب است که هدف از آن تولید هیدروژن است. در این واکنش، گوگرد دچار اکسایش و کاهش می‌شود و در ردهٔ چرخهٔ ترموشیمی هیبریدی قرار می‌گیرد چون در یکی از گام‌های آن از یک واکنش الکتروشیمی (به جای ترموشیمی) استفاده می‌شود. گام ترموشیمی باقی مانده با چرخهٔ گوگرد-ید مشترک است.
چرخهٔ ترکیبی گوگرد نخستین بار از سوی شرکت وستینگ هاوس الکتریک در دههٔ ۱۹۷۰ پیشنهاد شد و گسترش یافت از این رو به آن چرخهٔ وستینگ هاوس هم گفته می‌شود.

## فرایند
دو گام در چرخهٔ ترکیبی گوگرد عبارتند از:
1. H2SO4(aq) → H2O(g) + SO2(g) + ½ O2(g) (ترموشیمی، T> 800 °C)
2. SO2(aq) + 2 H2O(l) → H2SO4(aq) + H2(g) (الکتروشیمی، T = 80-120 °C)

واکنش نهایی: H2O(l) → H2(g) + ½ O2(g)